# Diano San Pietro
Diano San Pietro là một đô thị ở tỉnh Imperia trong vùng Liguria, tọa lạc khoảng 90 km về phía tây nam của Genoa và khoảng 6 km về phía đông bắc của Imperia. Tại thời điểm ngày 31 tháng 12 năm 2004, đô thị này có dân số 1.057 người và diện tích là 11 km².
Diano San Pietro giáp các đô thị sau: Diano Arentino, Diano Castello, San Bartolomeo al Mare, Stellanello, và Villa Faraldi.